# McLaren GT
McLaren GT - це спортивний автомобіль, розроблений та виготовлений британським автомобільним виробником McLaren Automotive.

## Опис

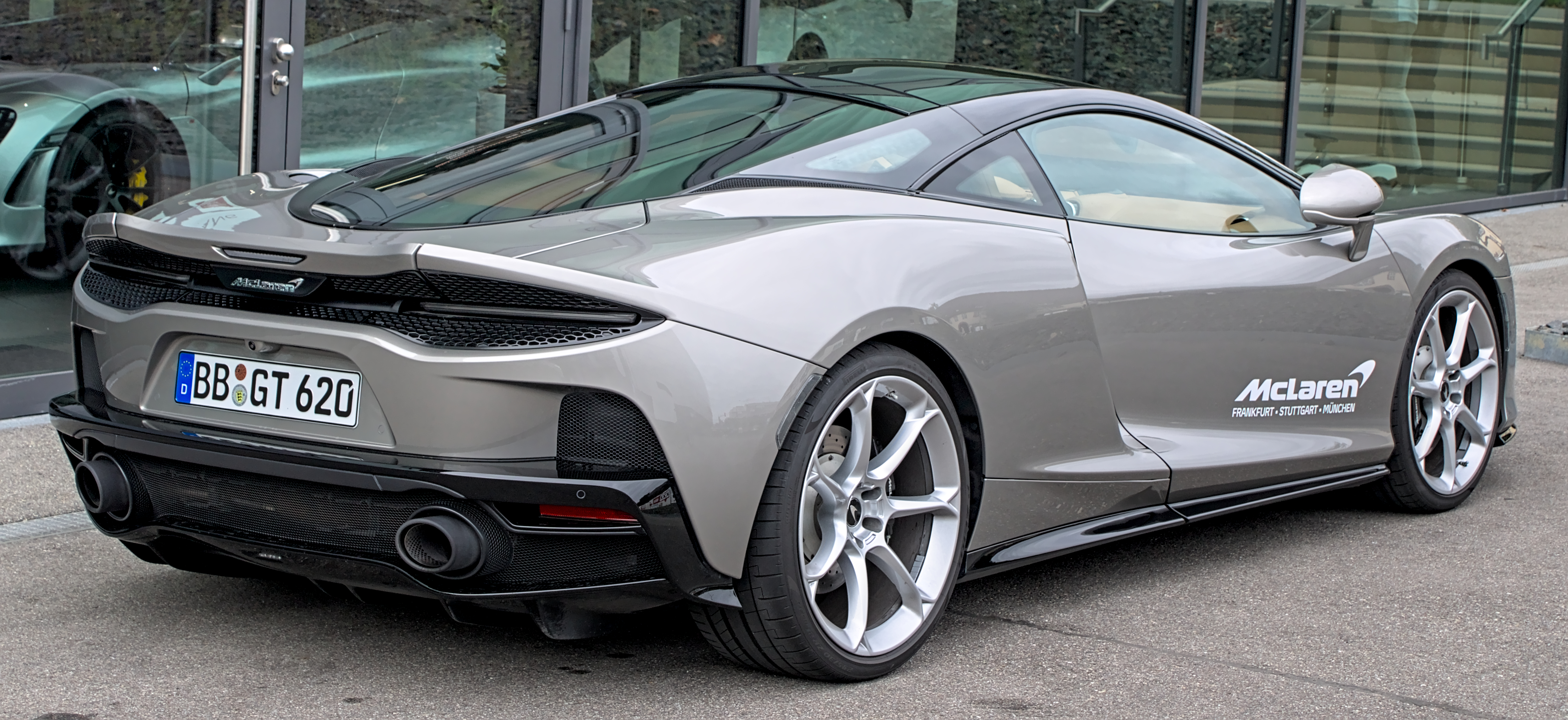

McLaren GTS (з 2023)

Це перший класу Гран-турізмо компанії, який базується на тій же платформі, що лежить в основі McLaren 720S з додаванням задньої частини з вуглецевого волокна для розміщення засклених задніх дверей, що створює значно більшу місткість багажника.
GT був вперше оголошений на автосалоні в Женеві 2019 року, але повні деталі автомобіля були оприлюднені до 15 травня того ж року.

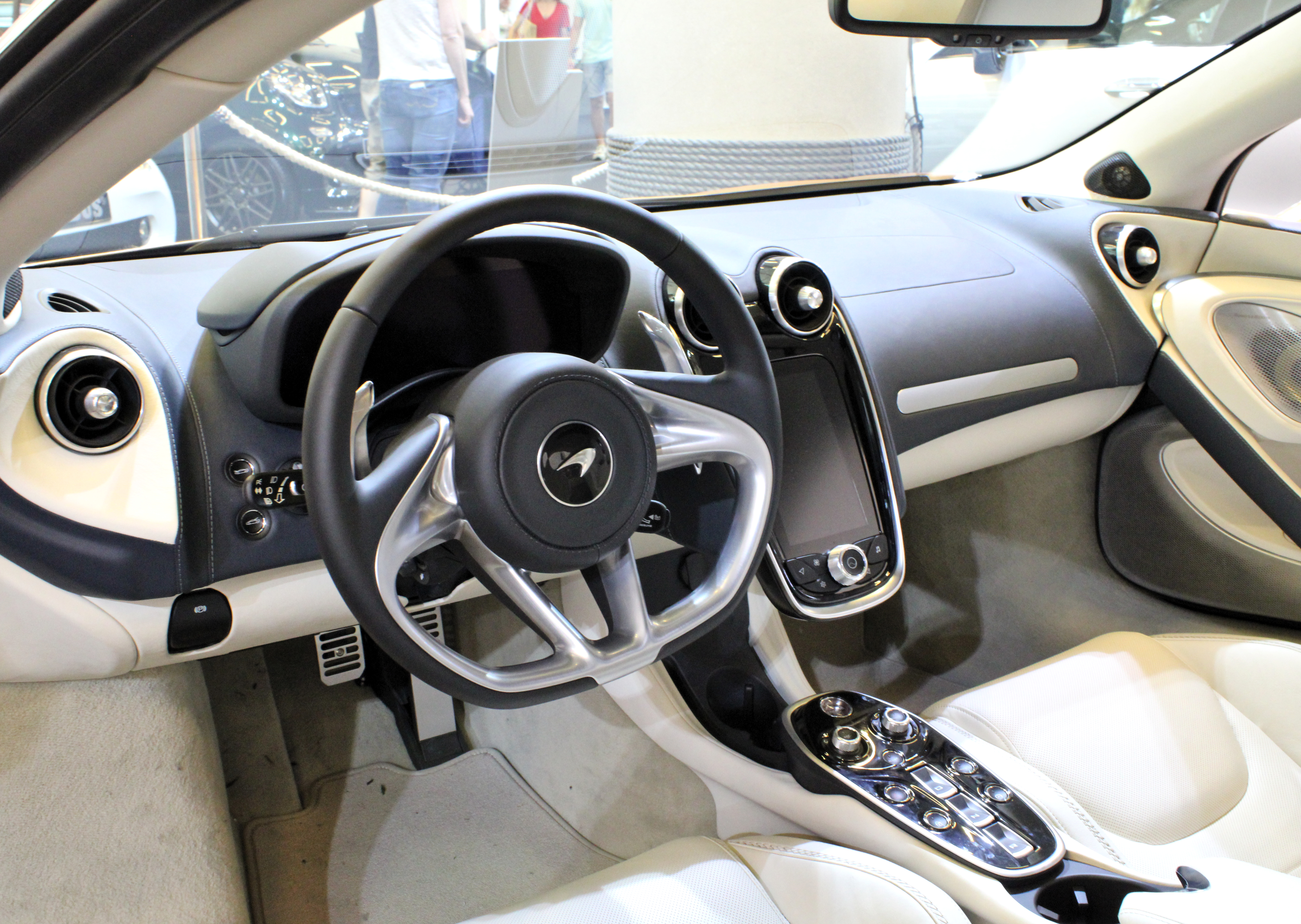
McLaren GT

Купе набирає сотню з нуля за 3,2 с, розгін 0-200 км/год виконує за 9,0 с, а максимальна швидкість тут перевищує 326 км/год.

## Двигуни
- 4.0 L M840TE twin-turbo V8 620 к.с. 630 Нм (McLaren GT)
- 4.0 L M840TE twin-turbo V8 635 к.с. 630 Нм (McLaren GTS)